# Liste der Nummer-eins-Hits in Neuseeland (1996)
Dies ist eine Liste der Nummer-eins-Hits in Neuseeland im Jahr 1996. Sie basiert auf den offiziellen Single und Albums Top 40, die im Auftrag von Recorded Music NZ, dem neuseeländischen Vertreter der IFPI, ermittelt werden. Es gab in diesem Jahr 19 Nummer-eins-Singles und 17 Nummer-eins-Alben.

## Singles
| ← 1995 ← | Liste der Nummer-eins-Hits in Neuseeland | Liste der Nummer-eins-Hits in Neuseeland | Liste der Nummer-eins-Hits in Neuseeland | 1997 →                    |
| \| Zeitraum \| Wo. ges. \| Interpret \| Titel Autor(en) \| Zusätzliche Informationen \| \| (Zeitraum, Wochen auf Platz eins, Interpret, Titel, Autor[en], zusätzliche Informationen) \| \| \| \| \| \| ----------------------------------------------------------------------------------------- \| -------- \| ------------------------------------- \| ------------------------------- \| ------------------------- \| \| 31. Dezember 1995 – 20. Januar 1996 3 Wochen (insgesamt 11) \| 11 \| Coolio feat. L. V. \| Gangsta’s Paradise \| – \| \| 21. Januar 1996 – 27. Januar 1996 1 Woche (insgesamt 2) \| 2 \| Mariah Carey feat. Boyz II Men \| One Sweet Day \| – \| \| 28. Januar 1996 – 17. Februar 1996 3 Wochen \| 3 \| OMC \| How Bizarre \| – \| \| 18. Februar 1996 – 9. März 1996 3 Wochen \| 3 \| CDB \| Let’s Groove \| – \| \| 10. März 1996 – 16. März 1996 1 Woche \| 1 \| Oasis \| Wonderwall \| – \| \| 17. März 1996 – 30. März 1996 2 Wochen \| 2 \| Peter André \| Mysterious Girl \| – \| \| 31. März 1996 – 6. April 1996 1 Woche (insgesamt 2) \| 2 \| L.A.D. \| Ridin’ Low \| – \| \| 7. April 1996 – 13. April 1996 1 Woche \| 1 \| Peter André \| Get Down on It \| – \| \| 14. April 1996 – 20. April 1996 1 Woche (insgesamt 2) \| 2 \| L.A.D. \| Ridin’ Low \| – \| \| 21. April 1996 – 27. April 1996 1 Woche \| 1 \| CDB \| Hey Girl \| – \| \| 28. April 1996 – 1. Juni 1996 5 Wochen \| 5 \| 2Pac feat. Dr. Dre \| California Love \| – \| \| 2. Juni 1996 – 22. Juni 1996 3 Wochen \| 3 \| The Fugees \| Killing Me Softly with His Song \| – \| \| 23. Juni 1996 – 3. August 1996 6 Wochen \| 6 \| Bone Thugs-n-Harmony \| Tha Crossroads \| – \| \| 4. August 1996 – 7. September 1996 5 Wochen \| 5 \| DLT \| Chains \| – \| \| 8. September 1996 – 19. Oktober 1996 6 Wochen \| 6 \| Keith Sweat \| Twisted \| – \| \| 20. Oktober 1996 – 9. November 1996 3 Wochen (insgesamt 4) \| 4 \| Warren G feat. Adina Howard \| What’s Love Got to Do with It \| – \| \| 10. November 1996 – 16. November 1996 1 Woche \| 1 \| Spice Girls \| Wannabe \| – \| \| 17. November 1996 – 23. November 1996 1 Woche (insgesamt 4) \| 4 \| Warren G feat. Adina Howard \| What’s Love Got to Do with It \| – \| \| 24. November 1996 – 7. Dezember 1996 2 Wochen \| 2 \| BLACKstreet feat. Dr. Dre & Queen Pen \| No Diggity \| – \| \| 8. Dezember 1996 – 21. Dezember 1996 2 Wochen \| 2 \| The Fugees \| No Woman, No Cry \| – \| \| 29. Dezember 1996 – 18. Januar 1997 3 Wochen \| 3 \| Mo Thugs \| Thug Devotion \| – \| |                                          |                                          |                                          |                           |
| ← 1995 |                                          |                                          |                                          | → 1997 →                  |
| Zeitraum | Wo. ges.                                 | Interpret                                | Titel Autor(en)                          | Zusätzliche Informationen |
| (Zeitraum, Wochen auf Platz eins, Interpret, Titel, Autor[en], zusätzliche Informationen) |                                          |                                          |                                          |                           |
| 31. Dezember 1995 – 20. Januar 1996 3 Wochen (insgesamt 11) | 11                                       | Coolio feat. L. V.                       | Gangsta’s Paradise                       | –                         |
| 21. Januar 1996 – 27. Januar 1996 1 Woche (insgesamt 2) | 2                                        | Mariah Carey feat. Boyz II Men           | One Sweet Day                            | –                         |
| 28. Januar 1996 – 17. Februar 1996 3 Wochen | 3                                        | OMC                                      | How Bizarre                              | –                         |
| 18. Februar 1996 – 9. März 1996 3 Wochen | 3                                        | CDB                                      | Let’s Groove                             | –                         |
| 10. März 1996 – 16. März 1996 1 Woche | 1                                        | Oasis                                    | Wonderwall                               | –                         |
| 17. März 1996 – 30. März 1996 2 Wochen | 2                                        | Peter André                              | Mysterious Girl                          | –                         |
| 31. März 1996 – 6. April 1996 1 Woche (insgesamt 2) | 2                                        | L.A.D.                                   | Ridin’ Low                               | –                         |
| 7. April 1996 – 13. April 1996 1 Woche | 1                                        | Peter André                              | Get Down on It                           | –                         |
| 14. April 1996 – 20. April 1996 1 Woche (insgesamt 2) | 2                                        | L.A.D.                                   | Ridin’ Low                               | –                         |
| 21. April 1996 – 27. April 1996 1 Woche | 1                                        | CDB                                      | Hey Girl                                 | –                         |
| 28. April 1996 – 1. Juni 1996 5 Wochen | 5                                        | 2Pac feat. Dr. Dre                       | California Love                          | –                         |
| 2. Juni 1996 – 22. Juni 1996 3 Wochen | 3                                        | The Fugees                               | Killing Me Softly with His Song          | –                         |
| 23. Juni 1996 – 3. August 1996 6 Wochen | 6                                        | Bone Thugs-n-Harmony                     | Tha Crossroads                           | –                         |
| 4. August 1996 – 7. September 1996 5 Wochen | 5                                        | DLT                                      | Chains                                   | –                         |
| 8. September 1996 – 19. Oktober 1996 6 Wochen | 6                                        | Keith Sweat                              | Twisted                                  | –                         |
| 20. Oktober 1996 – 9. November 1996 3 Wochen (insgesamt 4) | 4                                        | Warren G feat. Adina Howard              | What’s Love Got to Do with It            | –                         |
| 10. November 1996 – 16. November 1996 1 Woche | 1                                        | Spice Girls                              | Wannabe                                  | –                         |
| 17. November 1996 – 23. November 1996 1 Woche (insgesamt 4) | 4                                        | Warren G feat. Adina Howard              | What’s Love Got to Do with It            | –                         |
| 24. November 1996 – 7. Dezember 1996 2 Wochen | 2                                        | BLACKstreet feat. Dr. Dre & Queen Pen    | No Diggity                               | –                         |
| 8. Dezember 1996 – 21. Dezember 1996 2 Wochen | 2                                        | The Fugees                               | No Woman, No Cry                         | –                         |
| 29. Dezember 1996 – 18. Januar 1997 3 Wochen | 3                                        | Mo Thugs                                 | Thug Devotion                            | –                         |

## Alben
| ← 1995 ← | Liste der Nummer-eins-Hits in Neuseeland | Liste der Nummer-eins-Hits in Neuseeland | Liste der Nummer-eins-Hits in Neuseeland  | 1997 →                    |
| \| Zeitraum \| Wo. ges. \| Interpret \| Titel \| Zusätzliche Informationen \| \| (Zeitraum, Wochen auf Platz eins, Interpret, Titel, zusätzliche Informationen) \| \| \| \| \| \| ------------------------------------------------------------------------------ \| -------- \| ----------------- \| ----------------------------------------- \| ------------------------- \| \| 24. Dezember 1995 – 13. Januar 1996 3 Wochen \| 3 \| Elton John \| Love Songs \| – \| \| 14. Januar 1996 – 20. Januar 1996 1 Woche \| 1 \| The Exponents \| Once Bitten, Twice Bitten \| – \| \| 21. Januar 1996 – 16. März 1996 8 Wochen \| 8 \| Oasis \| (What’s the Story) Morning Glory? \| – \| \| 17. März 1996 – 11. Mai 1996 8 Wochen (insgesamt 11) \| 11 \| Alanis Morissette \| Jagged Little Pill \| – \| \| 12. Mai 1996 – 18. Mai 1996 1 Woche \| 1 \| The Cranberries \| To the Faithful Departed \| – \| \| 19. Mai 1996 – 25. Mai 1996 1 Woche (insgesamt 11) \| 11 \| Alanis Morissette \| Jagged Little Pill \| – \| \| 26. Mai 1996 – 1. Juni 1996 1 Woche \| 1 \| George Michael \| Older \| – \| \| 2. Juni 1996 – 8. Juni 1996 1 Woche \| 1 \| Soundgarden \| Down on the Upside \| – \| \| 9. Juni 1996 – 15. Juni 1996 1 Woche (insgesamt 11) \| 11 \| Alanis Morissette \| Jagged Little Pill \| – \| \| 16. Juni 1996 – 29. Juni 1996 2 Wochen \| 2 \| Metallica \| Load \| – \| \| 30. Juni 1996 – 6. Juli 1996 1 Woche \| 1 \| Collective Soul \| Collective Soul \| – \| \| 7. Juli 1996 – 13. Juli 1996 1 Woche (insgesamt 11) \| 11 \| Alanis Morissette \| Jagged Little Pill \| – \| \| 14. Juli 1996 – 7. September 1996 8 Wochen \| 8 \| Crowded House \| Recurring Dream – The Very Best Of \| – \| \| 8. September 1996 – 21. September 1996 2 Wochen \| 2 \| Pearl Jam \| No Code \| – \| \| 22. September 1996 – 19. Oktober 1996 4 Wochen \| 4 \| R.E.M. \| New Adventures in Hi-Fi \| – \| \| 20. Oktober 1996 – 26. Oktober 1996 1 Woche \| 1 \| Garbage \| Garbage \| – \| \| 27. Oktober 1996 – 2. November 1996 1 Woche \| 1 \| Tool \| Ænima \| – \| \| 3. November 1996 – 16. November 1996 2 Wochen \| 2 \| Simply Red \| Greatest Hits \| – \| \| 17. November 1996 – 23. November 1996 1 Woche \| 1 \| Korn \| Life Is Peachy \| – \| \| 24. November 1996 – 7. Dezember 1996 2 Wochen \| 2 \| Michael Jackson \| HIStory – Past, Present and Future Book I \| – \| \| 8. Dezember 1996 – 18. Januar 1997 6 Wochen \| 6 \| Céline Dion \| Falling into You \| – \| |                                          |                                          |                                           |                           |
| ← 1995 |                                          |                                          |                                           | → 1997 →                  |
| Zeitraum | Wo. ges.                                 | Interpret                                | Titel                                     | Zusätzliche Informationen |
| (Zeitraum, Wochen auf Platz eins, Interpret, Titel, zusätzliche Informationen) |                                          |                                          |                                           |                           |
| 24. Dezember 1995 – 13. Januar 1996 3 Wochen | 3                                        | Elton John                               | Love Songs                                | –                         |
| 14. Januar 1996 – 20. Januar 1996 1 Woche | 1                                        | The Exponents                            | Once Bitten, Twice Bitten                 | –                         |
| 21. Januar 1996 – 16. März 1996 8 Wochen | 8                                        | Oasis                                    | (What’s the Story) Morning Glory?         | –                         |
| 17. März 1996 – 11. Mai 1996 8 Wochen (insgesamt 11) | 11                                       | Alanis Morissette                        | Jagged Little Pill                        | –                         |
| 12. Mai 1996 – 18. Mai 1996 1 Woche | 1                                        | The Cranberries                          | To the Faithful Departed                  | –                         |
| 19. Mai 1996 – 25. Mai 1996 1 Woche (insgesamt 11) | 11                                       | Alanis Morissette                        | Jagged Little Pill                        | –                         |
| 26. Mai 1996 – 1. Juni 1996 1 Woche | 1                                        | George Michael                           | Older                                     | –                         |
| 2. Juni 1996 – 8. Juni 1996 1 Woche | 1                                        | Soundgarden                              | Down on the Upside                        | –                         |
| 9. Juni 1996 – 15. Juni 1996 1 Woche (insgesamt 11) | 11                                       | Alanis Morissette                        | Jagged Little Pill                        | –                         |
| 16. Juni 1996 – 29. Juni 1996 2 Wochen | 2                                        | Metallica                                | Load                                      | –                         |
| 30. Juni 1996 – 6. Juli 1996 1 Woche | 1                                        | Collective Soul                          | Collective Soul                           | –                         |
| 7. Juli 1996 – 13. Juli 1996 1 Woche (insgesamt 11) | 11                                       | Alanis Morissette                        | Jagged Little Pill                        | –                         |
| 14. Juli 1996 – 7. September 1996 8 Wochen | 8                                        | Crowded House                            | Recurring Dream – The Very Best Of        | –                         |
| 8. September 1996 – 21. September 1996 2 Wochen | 2                                        | Pearl Jam                                | No Code                                   | –                         |
| 22. September 1996 – 19. Oktober 1996 4 Wochen | 4                                        | R.E.M.                                   | New Adventures in Hi-Fi                   | –                         |
| 20. Oktober 1996 – 26. Oktober 1996 1 Woche | 1                                        | Garbage                                  | Garbage                                   | –                         |
| 27. Oktober 1996 – 2. November 1996 1 Woche | 1                                        | Tool                                     | Ænima                                     | –                         |
| 3. November 1996 – 16. November 1996 2 Wochen | 2                                        | Simply Red                               | Greatest Hits                             | –                         |
| 17. November 1996 – 23. November 1996 1 Woche | 1                                        | Korn                                     | Life Is Peachy                            | –                         |
| 24. November 1996 – 7. Dezember 1996 2 Wochen | 2                                        | Michael Jackson                          | HIStory – Past, Present and Future Book I | –                         |
| 8. Dezember 1996 – 18. Januar 1997 6 Wochen | 6                                        | Céline Dion                              | Falling into You                          | –                         |